# Natação nos Jogos Olímpicos de Verão de 2008
As competições de natação nos Jogos Olímpicos de Verão de 2008 foram disputadas entre os dias 9 e 21 de agosto, com os eventos em piscina terminando em 16 de agosto e a maratona de 10 km sendo disputada nos dias 20 e 21 de agosto. Os eventos em piscina foram realizados no Centro Aquático Nacional de Pequim e a maratona de 10 km ocorreu no Parque Olímpico de Remo e Canoagem de Shunyi, ambos em Pequim, na China.

## Calendário
| Agosto  | 6 | 7 | 8 | 9 | 10 | 11 | 12 | 13 | 14 | 15 | 16 | 17 | 18 | 19 | 20 | 21 | 22 | 23 | 24 |
| ------- | - | - | - | - | -- | -- | -- | -- | -- | -- | -- | -- | -- | -- | -- | -- | -- | -- | -- |
| Natação |   |   |   |   | 4  | 4  | 4  | 4  | 4  | 4  | 4  | 4  |    |    | 1  | 1  |    |    |    |

|  | Dia de competição |  | Dia de final |

## Eventos

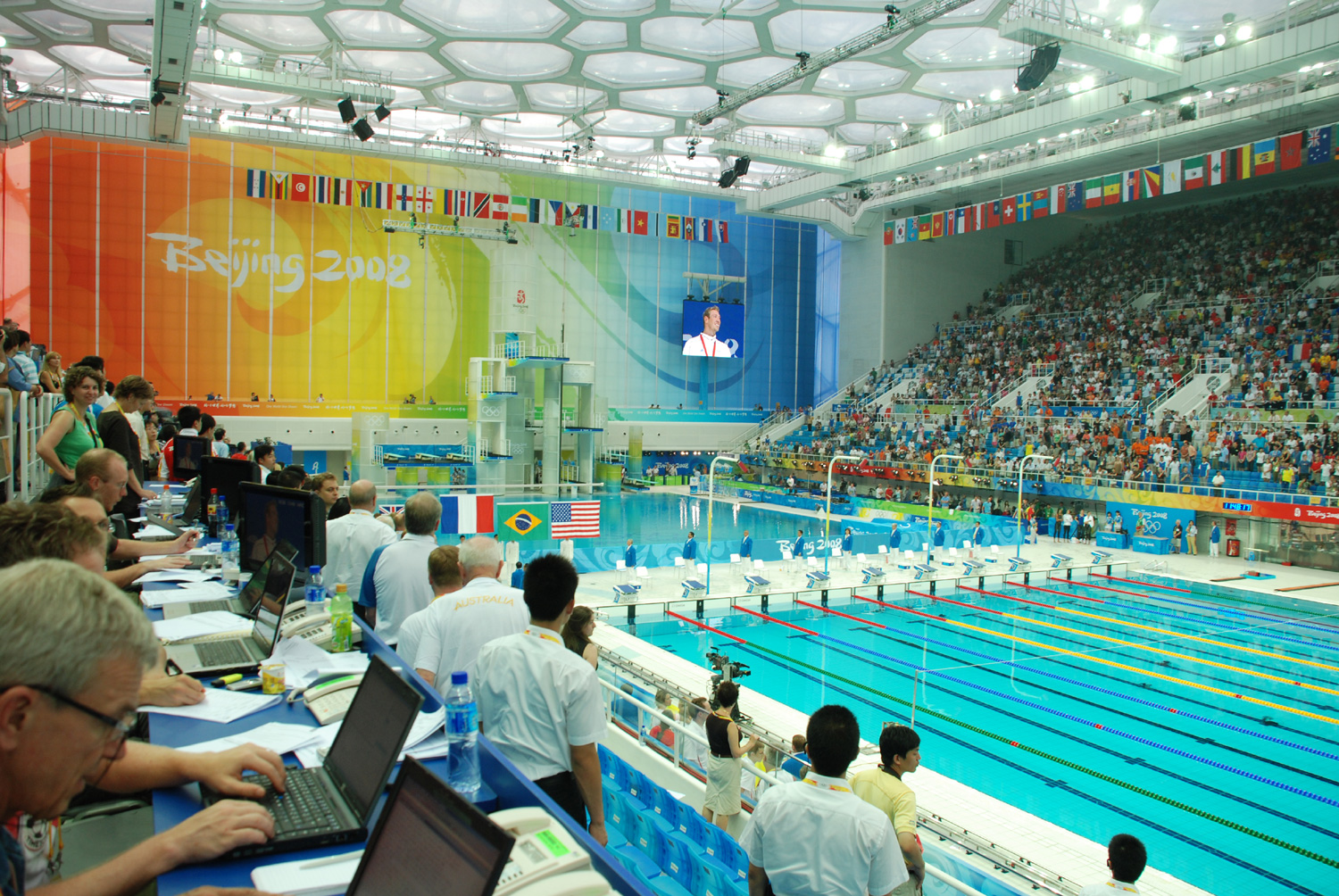
Cubo d'Água em 14 de agosto, durante o pódio dos 100m livre masculino.

Com a adição da maratona de 10 km nestes Jogos Olímpicos de 2008, o número total de eventos passa a ser de 34 (17 para cada sexo).
| Prova                     | Eliminatórias | Semifinal | Final     |
| ------------------------- | ------------- | --------- | --------- |
| 50 m livre masculino      | 14/agosto     | 15/agosto | 16/agosto |
| 50 m livre feminino       | 15/agosto     | 16/agosto | 17/agosto |
| 100 m livre masculino     | 12/agosto     | 13/agosto | 14/agosto |
| 100 m livre feminino      | 13/agosto     | 14/agosto | 15/agosto |
| 200 m livre masculino     | 10/agosto     | 11/agosto | 12/agosto |
| 200 m livre feminino      | 11/agosto     | 12/agosto | 13/agosto |
| 400 m livre masculino     | 9/agosto      | -         | 10/agosto |
| 400 m livre feminino      | 10/agosto     | -         | 11/agosto |
| 800 m livre feminino      | 14/agosto     | -         | 16/agosto |
| 1500 m livre masculino    | 15/agosto     | -         | 17/agosto |
| 100 m costas masculino    | 10/agosto     | 11/agosto | 12/agosto |
| 100 m costas feminino     | 10/agosto     | 11/agosto | 12/agosto |
| 200 m costas masculino    | 13/agosto     | 14/agosto | 15/agosto |
| 200 m costas feminino     | 14/agosto     | 15/agosto | 16/agosto |
| 100 m peito masculino     | 9/agosto      | 10/agosto | 11/agosto |
| 100 m peito feminino      | 10/agosto     | 11/agosto | 12/agosto |
| 200 m peito masculino     | 12/agosto     | 13/agosto | 14/agosto |
| 200 m peito feminino      | 13/agosto     | 14/agosto | 15/agosto |
| 100 m borboleta masculino | 14/agosto     | 15/agosto | 16/agosto |
| 100 m borboleta feminino  | 9/agosto      | 10/agosto | 11/agosto |
| 200 m borboleta masculino | 11/agosto     | 12/agosto | 13/agosto |
| 200 m borboleta feminino  | 12/agosto     | 13/agosto | 14/agosto |
| 200 m medley masculino    | 13/agosto     | 14/agosto | 15/agosto |
| 200 m medley feminino     | 11/agosto     | 12/agosto | 13/agosto |
| 400 m medley masculino    | 9/agosto      | -         | 10/agosto |
| 400 m medley feminino     | 9/agosto      | -         | 10/agosto |
| 4x100 m livre masculino   | 10/agosto     | -         | 11/agosto |
| 4x100 m livre feminino    | 9/agosto      | -         | 10/agosto |
| 4x200 m livre masculino   | 12/agosto     | -         | 13/agosto |
| 4x200 m livre feminino    | 13/agosto     | -         | 14/agosto |
| 4x100 m medley masculino  | 15/agosto     | -         | 17/agosto |
| 4x100 m medley feminino   | 15/agosto     | -         | 17/agosto |
| 10 km masculino           | -             | -         | 21/agosto |
| 10 km feminino            | -             | -         | 20/agosto |

## Medalhistas

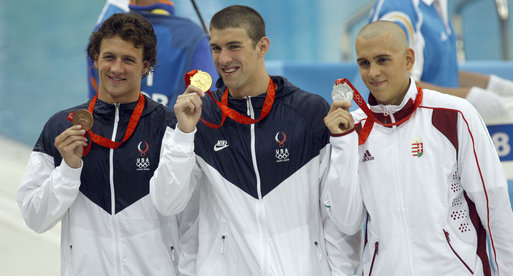
Ryan Lochte, Michael Phelps e László Cseh posam com suas medalhas durante a premiação.

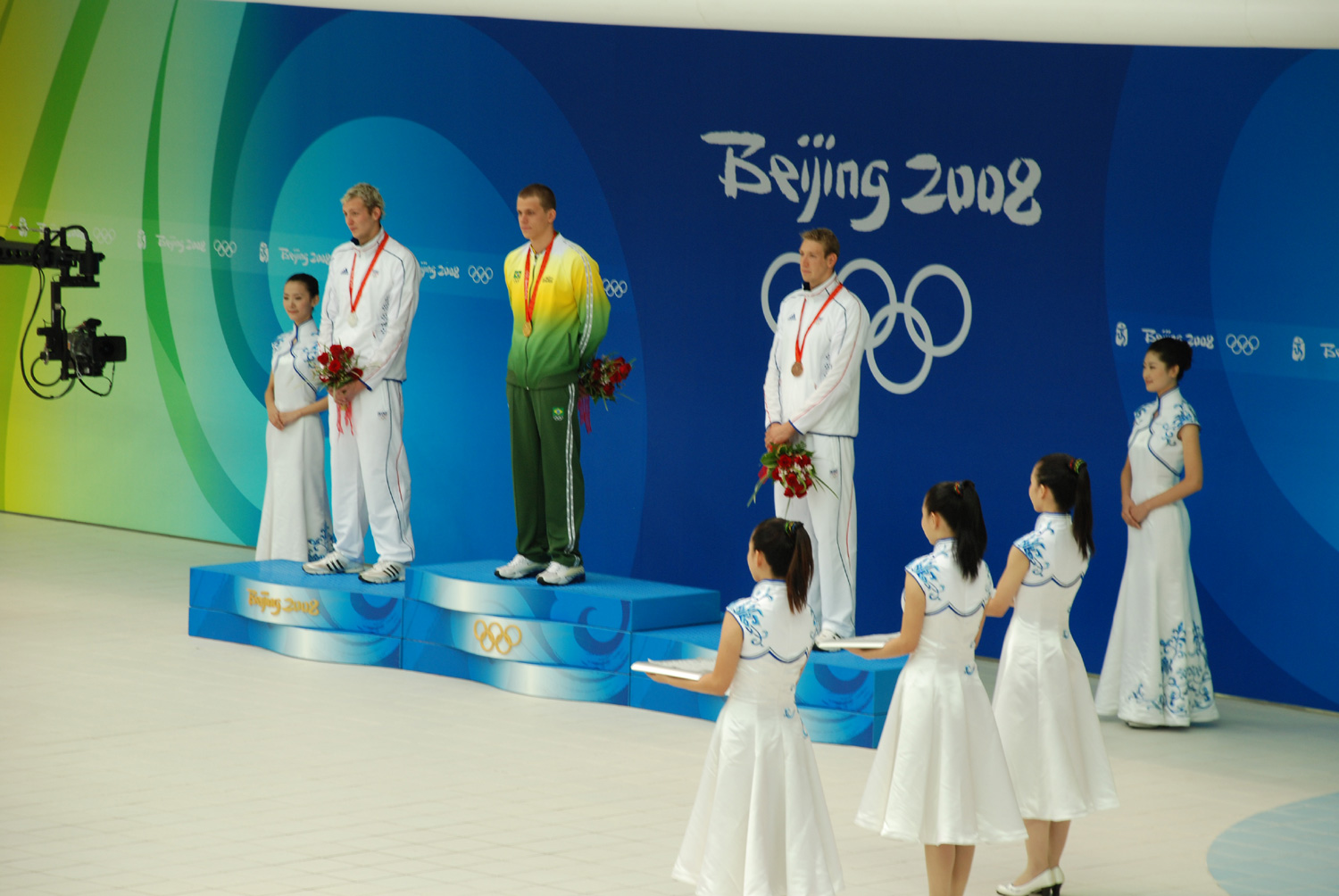
Pódio dos 50m livre masculino, com o brasileiro César Cielo Filho recebendo o ouro.

Masculino
| Evento                              | Ouro | Ouro      | Prata | Prata     | Bronze                                                                                                   | Bronze    |
| ----------------------------------- | --- | --------- | --- | --------- | --- | --------- |
| 50 m livre detalhes                 | César Cielo Filho BRA Brasil | 21.30     | Amaury Leveaux FRA França | 21.45     | Alain Bernard FRA França                                                                                 | 21.49     |
| 100 m livre detalhes                | Alain Bernard FRA França | 47.21     | Eamon Sullivan AUS Austrália | 47.32     | Jason Lezak USA Estados Unidos César Cielo Filho BRA Brasil                                              | 47.67     |
| 200 m livre detalhes                | Michael Phelps USA Estados Unidos | 1:42.96   | Park Tae-hwan KOR Coreia do Sul | 1:44.85   | Peter Vanderkaay USA Estados Unidos                                                                      | 1:45.14   |
| 400 m livre detalhes                | Park Tae-hwan KOR Coreia do Sul | 3:41.86   | Zhang Lin CHN China | 3:42.44   | Larsen Jensen USA Estados Unidos                                                                         | 3:42.78   |
| 1500 m livre detalhes               | Oussama Mellouli TUN Tunísia | 14:40.84  | Grant Hackett AUS Austrália | 14:41.53  | Ryan Cochrane CAN Canadá                                                                                 | 14:42.69  |
| 100 m costas detalhes               | Aaron Peirsol USA Estados Unidos | 52.54     | Matt Grevers USA Estados Unidos | 53.11     | Arkady Vyatchanin RUS Rússia Hayden Stoeckel AUS Austrália                                               | 53.18     |
| 200 m costas detalhes               | Ryan Lochte USA Estados Unidos | 1:53.94   | Aaron Peirsol USA Estados Unidos | 1:54.33   | Arkady Vyatchanin RUS Rússia                                                                             | 1:54.93   |
| 100 m peito detalhes                | Kosuke Kitajima JPN Japão | 58.91     | Alexander Dale Oen NOR Noruega | 59.20     | Hugues Duboscq FRA França                                                                                | 59.37     |
| 200 m peito detalhes                | Kosuke Kitajima JPN Japão | 2:07.64   | Brenton Rickard AUS Austrália | 2:08.88   | Hugues Duboscq FRA França                                                                                | 2:08.94   |
| 100 m borboleta detalhes            | Michael Phelps USA Estados Unidos | 50.58     | Milorad Čavić SRB Sérvia | 50.59     | Andrew Lauterstein AUS Austrália                                                                         | 51.12     |
| 200 m borboleta detalhes            | Michael Phelps USA Estados Unidos | 1:52.03   | László Cseh HUN Hungria | 1:52.70   | Takeshi Matsuda JPN Japão                                                                                | 1:52.97   |
| 200 m medley detalhes               | Michael Phelps USA Estados Unidos | 1:54.23   | László Cseh HUN Hungria | 1:56.52   | Ryan Lochte USA Estados Unidos                                                                           | 1:56.53   |
| 400 m medley detalhes               | Michael Phelps USA Estados Unidos | 4:03.84   | László Cseh HUN Hungria | 4:06.16   | Ryan Lochte USA Estados Unidos                                                                           | 4:08.09   |
| Revezamento 4x100 m livre detalhes  | Michael Phelps Garrett Weber-Gale Cullen Jones Jason Lezak Nathan Adrian* Benjamin Wildman-Tobriner* Matt Grevers* USA Estados Unidos    | 3:08.24   | Amaury Leveaux Fabien Gilot Frédérick Bousquet Alain Bernard Grégory Mallet* Boris Steimetz* FRA França                                      | 3:08.32   | Eamon Sullivan Andrew Lauterstein Ashley Callus Matt Targett Leith Brodie* Patrick Murphy* AUS Austrália | 3:09.91   |
| Revezamento 4x200 m livre detalhes  | Michael Phelps Ryan Lochte Ricky Berens Peter Vanderkaay Klete Keller* Erik Vendt* David Walters* USA Estados Unidos                     | 6:58.56   | Nikita Lobintsev Evgeny Lagunov Danila Izotov Alexander Sukhorukov Mikhail Polishchuk* RUS Rússia                                            | 7:03.70   | Patrick Murphy Grant Hackett Grant Brits Nick Ffrost Leith Brodie* Kirk Palmer* AUS Austrália            | 7:04.98   |
| Revezamento 4x100 m medley detalhes | Aaron Peirsol Brendan Hansen Michael Phelps Jason Lezak Matt Grevers* Mark Gangloff* Ian Crocker* Garrett Weber-Gale* USA Estados Unidos | 3:29.34   | Hayden Stoeckel Brenton Rickard Andrew Lauterstein Eamon Sullivan Ashley Delaney* Christian Sprenger* Adam Pine* Matt Targett* AUS Austrália | 3:30.04   | Junichi Miyashita Kosuke Kitajima Takuro Fujii Hisayoshi Sato JPN Japão                                  | 3:31.18   |
| Maratona 10 km detalhes             | Maarten van der Weijden NED Países Baixos                                                                                                | 1:51:51.6 | David Davies GBR Grã-Bretanha | 1:51:53.1 | Thomas Lurz GER Alemanha                                                                                 | 1:51:53.6 |

Feminino
| Evento                              | Ouro | Ouro      | Prata | Prata     | Bronze | Bronze    |
| ----------------------------------- | --- | --------- | --- | --------- | --- | --------- |
| 50 m livre detalhes                 | Britta Steffen GER Alemanha | 24.06     | Dara Torres USA Estados Unidos | 24.07     | Cate Campbell AUS Austrália | 24.17     |
| 100 m livre detalhes                | Britta Steffen GER Alemanha | 53.12     | Lisbeth Trickett AUS Austrália | 53.16     | Natalie Coughlin USA Estados Unidos                                                                                             | 53.39     |
| 200 m livre detalhes                | Federica Pellegrini ITA Itália | 1:54.82   | Sara Isaković SLO Eslovênia | 1:54.97   | Pang Jiaying CHN China | 1:55.05   |
| 400 m livre detalhes                | Rebecca Adlington GBR Grã-Bretanha | 4:03.22   | Katie Hoff USA Estados Unidos | 4:03.29   | Joanne Jackson GBR Grã-Bretanha                                                                                                 | 4:03.52   |
| 800 m livre detalhes                | Rebecca Adlington GBR Grã-Bretanha | 8:14.10   | Alessia Filippi ITA Itália | 8:20.23   | Lotte Friis DEN Dinamarca | 8:23.03   |
| 100 m costas detalhes               | Natalie Coughlin USA Estados Unidos | 58.96     | Kirsty Coventry ZIM Zimbabwe | 59.19     | Margaret Hoelzer USA Estados Unidos                                                                                             | 59.34     |
| 200 m costas detalhes               | Kirsty Coventry ZIM Zimbabwe | 2:05.24   | Margaret Hoelzer USA Estados Unidos | 2:06.23   | Reiko Nakamura JPN Japão | 2:07.13   |
| 100 m peito detalhes                | Leisel Jones AUS Austrália | 1:05.07   | Rebecca Soni USA Estados Unidos | 1:06.73   | Mirna Jukić AUT Áustria | 1:07.34   |
| 200 m peito detalhes                | Rebecca Soni USA Estados Unidos | 2:20.22   | Leisel Jones AUS Austrália | 2:22.05   | Sara Nordenstam NOR Noruega | 2:23.02   |
| 100 m borboleta detalhes            | Lisbeth Trickett AUS Austrália | 56.73     | Christine Magnuson USA Estados Unidos | 57.10     | Jessicah Schipper AUS Austrália                                                                                                 | 57.25     |
| 200 m borboleta detalhes            | Liu Zige CHN China | 2:04.18   | Jiao Liuyang CHN China | 2:04.72   | Jessicah Schipper AUS Austrália                                                                                                 | 2:06.26   |
| 200 m medley detalhes               | Stephanie Rice AUS Austrália | 2:08.45   | Kirsty Coventry ZIM Zimbabwe | 2:08.59   | Natalie Coughlin USA Estados Unidos                                                                                             | 2:10.34   |
| 400 m medley detalhes               | Stephanie Rice AUS Austrália | 4:29.45   | Kirsty Coventry ZIM Zimbabwe | 4:29.89   | Katie Hoff USA Estados Unidos                                                                                                   | 4:31.71   |
| Revezamento 4x100 m livre detalhes  | Inge Dekker Ranomi Kromowidjojo Femke Heemskerk Marleen Veldhuis Hinkelien Schreuder* Manon van Rooijen* NED Países Baixos                     | 3:33.76   | Natalie Coughlin Lacey Nymeyer Kara Lynn Joyce Dara Torres Emily Silver* Julia Smit* USA Estados Unidos                                         | 3:34.33   | Cate Campbell Alice Mills Melanie Schlanger Lisbeth Trickett Shayne Reese* AUS Austrália                                        | 3:35.05   |
| Revezamento 4x200 m livre detalhes  | Stephanie Rice Bronte Barratt Kylie Palmer Linda Mackenzie Lara Davenport* Felicity Galvez* Angie Bainbridge* Melanie Schlanger* AUS Austrália | 7:44.31   | Yang Yu Zhu Qianwei Tan Miao Pang Jiaying Tang Jingzhi* CHN China                                                                               | 7:45.93   | Allison Schmitt Natalie Coughlin Caroline Burckle Katie Hoff Christine Marshall* Kim Vandenberg* Julia Smit* USA Estados Unidos | 7:46.33   |
| Revezamento 4x100 m medley detalhes | Emily Seebohm Leisel Jones Jessicah Schipper Lisbeth Trickett Tarnee White* Felicity Galvez* Shayne Reese* AUS Austrália                       | 3:52.69   | Natalie Coughlin Rebecca Soni Christine Magnuson Dara Torres Margaret Hoelzer* Megan Quann* Elaine Breeden* Kara Lynn Joyce* USA Estados Unidos | 3:53.30   | Zhao Jing Sun Ye Zhou Yafei Pang Jiaying Xu Tianlongzi* CHN China                                                               | 3:56.11   |
| Maratona 10 km detalhes             | Larisa Ilchenko RUS Rússia | 1:59:27.7 | Keri-Anne Payne GBR Grã-Bretanha | 1:59:29.2 | Cassandra Patten GBR Grã-Bretanha                                                                                               | 1:59:31.0 |

* Participaram apenas das eliminatórias, mas receberam medalhas.

## Quadro de medalhas
| Ordem | País               | Medalha de ouro | Medalha de prata | Medalha de bronze |     | Ordem por total |
| ----- | ------------------ | --------------- | ---------------- | ----------------- | --- | --------------- |
| 1     | USA Estados Unidos | 12              | 9                | 10                | 31  | 1               |
| 2     | AUS Austrália      | 6               | 6                | 8                 | 20  | 2               |
| 3     | GBR Grã-Bretanha   | 2               | 2                | 2                 | 6   | 3               |
| 4     | JPN Japão          | 2               |                  | 3                 | 5   | 6               |
| 5     | GER Alemanha       | 2               |                  | 1                 | 3   | 9               |
| 6     | NED Países Baixos  | 2               |                  |                   | 2   | 11              |
| 7     | CHN China          | 1               | 3                | 2                 | 6   | 3               |
| 8     | ZIM Zimbabwe       | 1               | 3                |                   | 4   | 7               |
| 9     | FRA França         | 1               | 2                | 3                 | 6   | 3               |
| 10    | RUS Rússia         | 1               | 1                | 2                 | 4   | 7               |
| 11    | KOR Coreia do Sul  | 1               | 1                |                   | 2   | 11              |
| 11    | ITA Itália         | 1               | 1                |                   | 2   | 11              |
| 13    | BRA Brasil         | 1               |                  | 1                 | 2   | 11              |
| 14    | TUN Tunísia        | 1               |                  |                   | 1   | 16              |
| 15    | HUN Hungria        |                 | 3                |                   | 3   | 9               |
| 16    | NOR Noruega        |                 | 1                | 1                 | 2   | 11              |
| 17    | SLO Eslovênia      |                 | 1                |                   | 1   | 16              |
| 17    | SRB Sérvia         |                 | 1                |                   | 1   | 16              |
| 19    | AUT Áustria        |                 |                  | 1                 | 1   | 16              |
| 19    | CAN Canadá         |                 |                  | 1                 | 1   | 16              |
| 19    | DEN Dinamarca      |                 |                  | 1                 | 1   | 16              |
| TOTAL | TOTAL              | 34              | 34               | 36                | 104 | —               |